# Árvore-dodô
A árvore-dodô (Sideroxylon grandiflorum), também conhecida como calvária ou tambalacoque, é uma árvore da família Sapotaceae, originária das Ilhas Maurício, arquipélago das Mascarenhas.
Em 1973 alguns cientistas ficaram convencidos de que a espécie estava desaparecendo. Só existiam treze exemplares da planta em toda a ilha, e estes tinham mais de 300 anos. Concluiu-se que nasceram na época em que as últimas aves dodô ou dronte (Raphus cucullatus) estavam sendo mortos.
Consequentemente o ecologista aviário estado-unidense Stanley Temple elaborou a teoria de que dodôs deviam ter sido os consumidores naturais das sementes da árvore, e que só quando as sementes passavam por seu aparelho digestivo é que elas ficavam ativas, podendo assim germinar.
Ao fim de algum tempo descobriu-se que era possível conseguir o mesmo efeito se as sementes fossem ingeridas por perus. Se estas aves originárias no continente americano rejeitam comer as frutas do tambalacoque, as sementes em si elas consomem sem aparente hesitação. Assim a árvore foi salva e passou a ser chamada também de árvore-dodô, muito embora as sementes germinadas com o auxílio de perus ainda não tenham tido a chance (em 2006) de gerar frutos e sementes, o que será necessário para a sua propagação.
Vale notar que existem estudiosos que questionam vários aspectos da teoria e projeto de recuperação ecologia ecológica citados acima. Algumas pessoas argumentam que outros animais extintos também podem ter sido disseminadores de sementes da árvore de dodô (i.e. tartarugas, morcegos e papagaios). Além disso, conforme alguns, a estimativa do número reduzido de plantas não corresponde à realidade, pois a árvore-dodô antes de atingir a sua madurez não se parece exatamente com o perfil da planta adulta. Seguem os argumentos de que árvore continuou a germinar por algum tempo depois do fim do dodô mas que foi aos poucos sendo eliminada por animais introduzidos (i.e. porcos e macacos).